# Văn hóa Đức
Văn hóa Đức đã phổ biến trên toàn bộ các vùng nói tiếng Đức. Từ nguồn gốc của nó, văn hóa Đức đã được định hình bởi các dòng chảy trí tuệ và phổ biến lớn ở châu Âu, cả về tôn giáo và thế tục. Trong lịch sử, Đức được gọi là Das Land der Dichter und Denker (đất nước của các nhà thơ và nhà tư tưởng).
Có một số ngày lễ ở Đức. Đất nước này đặc biệt được biết đến với lễ kỷ niệm Oktoberfest truyền thống ở München, văn hóa lễ hội và phong tục Giáng sinh có ảnh hưởng toàn cầu được gọi là Weihnachten. Ngày 3 tháng 10 là ngày quốc khánh của Đức kể từ năm 1990, được tổ chức như là Ngày thống nhất nước Đức (Tag der Deutschen Einheit). UNESCO đã ghi nhận 38 di sản ở Đức vào Danh sách Di sản Thế giới.

Đức là quốc gia được tôn trọng nhất trên thế giới trong số 50 quốc gia vào năm 2014. Một cuộc thăm dò dư luận toàn cầu cho BBC tiết lộ rằng Đức được công nhận là có ảnh hưởng tích cực nhất trên thế giới vào năm 2011, 2013 và 2014.